# 天の夕づる
天の 夕づる（てんの ゆうづる、1944年9月15日 -）は元講談師。ポルノ講談を演じて講談界が紛糾し分裂する騒動を引き起こした。

## 経歴
東京都足立区北千住出身。東洋大学国文学科（第2部）を卒業後、東京教育大学附属聾学校の教員となる。
1969年、教員を続けながら田辺一鶴の門下となり、田辺夕鶴と名のって艶っぽい声や色気を前面に押し出したポルノを主題とした芸風で評判となる。師の一鶴は「面白い。薦めはしないけどやってみろ」と許可を出す。
1971年12月、教員の職を辞し講談師に専念する。
1973年2月、二代目 神田山陽の預かりとなり、天の夕づると改名する。
1973年5月、本牧亭の高座に布団を持ち込み、襦袢をはだけ肌を露出し淫靡にふるまった芸風が問題となり、講談協会の分裂騒動を引き起こす。
1974年9月、二つ目に昇進。
1975年、『鴎よ、きらめく海を見たか めぐり逢い』（日本アート・シアター・ギルド）、『主婦の体験レポート 続おんなの四畳半』（日活）に女優として出演。
1976年4月、講談界では女性として3人にしかいない真打に昇進する。
1980年7月、34歳で廃業、8月に結婚し、その後出産した。
2021年8月21日付の東京新聞において、首都圏で暮らしているという76歳（当時）の夕づるが電話取材を受けた。ポルノ講談に関して「業界に新風を入れたかった」と当時を振り返った。

## ポルノ講談による協会の分裂騒動
1973年5月1日に本牧亭で開かれた「神田山陽一門会」で、講談協会会長である山陽自身が預かった夕づるがポルノ講談を口演したことに対し、見かねた多くの会員から「ああいうものは講談とは認めがたい」との声が噴出し、今までの協会運営面も含めて、会長への不満が高じて協会の解散騒動となった。呼び出しを受けた山陽は協会の解散請求を突き付けられ、11日、講談協会は本牧亭において臨時総会を開き、二つ目以上の会員の投票を行い解散を可決、1881年＜明治14年＞以来、92年の歴史を持つ講談協会は二派に分裂することになった
。
解散を決行した二代目 神田ろ山、六代目 神田伯龍、小金井芦州 (6代目)、六代目 一龍斎貞水、六代目 宝井琴鶴、大谷竹山ら、過半数の講釈師は
| 「 | 講談は云うまでもなく話芸であります。ところが最近、業界の中にそれを誤って理解し、高座において奇怪な狂声やアクロバットにも等しき動作、というより発作に及ぶものを生じ、またポルノショーを演じ、その間に何事か喋るものを以って講談と称し、邪道、逸脱の極に達する者が現れました。その奇矯、淫猥なショーとお喋りの珍奇さを売り物にマスコミに乗ろうとし、また乗ってもおります。その見世物によって商売をすることは彼らの自由でありましょう。しかしこれに講談の名を冠し、その発展的一形態と僭称するに至っては、もはや黙視し放置するわけには参りません。これを良しとする業界指導者もおりましたが、これらと席を同じくして共に講談を論ずる寛容さを私どもは持ちません。 | 」 |

との弁を述べ、新たなる一派を形成、『講談組合』を発足させる動静に至った。
一方、解散反対派は一鶴、山陽の他、田辺小鶴、馬場光陽、旭堂南陵 (3代目)、六代目 一龍斎貞丈で、夕づるの師の山陽は「私としては、あくまでも会の解散に反対だったのだが、多数決なのでやむを得ない。今後は自分と意見を同じくする人たちを集めて新しい会を作りたい」と、講談界の分裂は決定的となり、『日本講談協会』を結成する運びとなった。夕づるの芸に関しては「過去においても幾多の形態がある。盗賊の扮装をして忍びの型を演じた講談もあり、いずれも物語を効果的にする技術であって、従来も新趣向として講談のジャンルにあった筈だ。正道とか奇道のけじめは何か、彼女の芸は一種のヴァリエーションと考えられないのか。むろん行き過ぎはあろうが、もう少し考え方にゆとりを持って様子を見るべきではないか」と最大限の擁護をした。

## 演目
- ポルノ白雪姫
- 女郎蜘蛛おしの
- おゆうぼたん花
- ファニー・ヒル
- 天朝絵巻ポルノ源氏
- ゴールデン横町情死行

- 血文字お定
- 牡丹灯籠
- 般若のお作
- 妲己のお百
- 源氏物語

- 金色夜叉
- 金瓶梅
- 安政三組盃
- おさん茂衛門
- 夕立勘五郎

## ディスコグラフィ
- 闇の女講釈師 天の夕づるの世界（レコード、ソニー・ミュージックレコーズ、1975年）
- 金色夜叉（ソノシート、別冊週刊サンケイ、1972年5月号付録）
- ポルノ講談（8トラック、田辺小鶴との共作、オリオン）
- ポルノ講談（8トラック、RMC）
- 田辺一鶴監修ポルノ講談（カセットテープ、田辺小鶴との共作、ティパック）
- 夏の夜のポルノ講談（カセットテープ、田辺小鶴との共作、せいおん）